# Аль-Касас
Аль-Касас (араб. القصص — Повествование) — двадцать восьмая сура Корана. Сура мекканская.  Состоит из 88 аятов.

## Содержание
Она содержит подробно то, что было сказано ранее в общем виде о Мусе со дня его рождения во времена Фараона, который убивал сынов Исраила, боясь как бы из них не появился пророк, который уничтожит его царство. В ней повествуется о том, как Муса воспитывался в доме Фараона до того, как он убежал, спасая свою жизнь, из Египта в Мадйан (аш-Шам). В ней рассказывается, как Аллах говорил с Мусой на обратном пути, и Муса был избран посланником; рассказывается о Фараоне и его колдунах, и что произошло между ними и Мусой, до того как Аллах утопил Фараона и спас Мусу и тех, кто был с ним из сынов Исраила. Далее говорится, как поступили сыны Исраила с Мусой и его братом Харуном, а также повествуется о неверных — Каруне (Корей) и предшествовавших ему неверных нечестивцах. Сура заканчивается обещанием Аллаха пророку Мухаммаду, что тот после притеснений со стороны многобожников и изгнания из Мекки вернётся на свою родину и победит своих притеснителей.
Эта сура называется «Повествование», ибо в ней приводятся подробные рассказы об упомянутом выше.

Та. Син. Мим. ۝ Это – аяты ясного Писания. ۝ Мы доподлинно прочтём тебе для верующих людей историю Мусы (Моисея) и Фараона. ۝ Фараон возгордился на земле и разделил её жителей на группы. Одних он ослаблял, убивая их сыновей и оставляя в живых их женщин. Воистину, он был одним из тех, кто распространял нечестие. ۝ Мы пожелали оказать милость тем, кто был унижен на земле, сделать их предводителями и наследниками, ۝ даровать им власть на земле и показать Фараону, Хаману и их воинам то, чего они остерегались. 
— Коран 28:1—6 (Кулиев)